# 팡팡 튤립 (2003년 영화)
팡팡 튤립(Fanfan La Tulipe)은 프랑스에서 제작된 제라르 크라브지크 감독의 2003년 모험 영화이다. 벵상 뻬레 등이 주연으로 출연하였고 뤽 베송 등이 제작에 참여하였다.

## 출연

### 주연
- 벵상 뻬레
- 페넬로페 크루즈
- 디디에 보우돈
- 엘렌 드 푸제롤레

### 조연
- 미쉘 뮬러
- 필립 도모이
- 자크 프랑츠
- 제럴드 라로체
- 기욤 갈리엔
- 장 폴 두브와스
- 질스 아보나
- 이브 피그놋
- 프랑소와 샤롯
- 자크 디남
- 마그데레나 미엘카즈
- 필립 뒤 자네르랑

## 제작진
- 미술: 자크 버프누아
- 의상: 올리비에 베리엇